# Шадриха (Свердловская область)
Шадриха — посёлок в муниципальном округе Первоуральск Свердловской области России.

## Географическое положение
Посёлок Шадриха расположен на левом берегу реки Шайдурихи (левого притока реки Утки, бассейн Чусовой), вблизи её впадения в Уткинский пруд, в 27 километрах (по дорогам в 36 километрах) к западо-северо-западу от города Первоуральска. В одном километре от деревни расположен остановочный пункт Шадриха Свердловской железной дороги (перегон Кузино — Дружинино, исторически участок Западно-Уральской железной дороги). С 2009 года остановочный пункт утратил своё предназначение в связи с прекращением пригородного сообщения на данном участке.

## Население
| 2002 | 2010 |
| ---- | ---- |
| 44   | ↘41  |